# Rio Crespo
Rio Crespo è un comune del Brasile nello Stato di Rondônia, parte della mesoregione del Leste Rondoniense e della microregione di Ariquemes.